# Andra orientaliska krisen
Andra orientaliska krisen mellan 1839 och 1841 handlar om Osmanska rikets allt svagare maktposition i Mellanöstern och Egyptens framträngande på scenen, en andra konflikt med Muhammed Ali.
Det osmanska rikets sultan Mahmud II förlorade Syrien till Muhammed Ali i den första orientaliska krisen. Sedan preussiska officerare hade organiserat om den Osmanska rikets armén bestämde han sig för att ta tillbaka Syrien. Under befäl av Hafiz Pasha gick Osmanska riket i april 1839 över Eufrat, men den 24 juni besegrade Ibrahim Pasha invasionshären i slaget vid Nizeb. Åtta dagar efter katastrofen dog Mahmud II. Hans amiral Ahmed Pasha seglade därefter till Alexandria och överlämnade utan strid hela sultanens flotta till Muhammes Ali. Osmanska riket hade nu varken här eller flotta och tycktes alltså stå inför sin undergång. 
Genom fördraget i Hünkâr İskelesi 1833 hade Ryssland lovat att komma till Osmanska rikets hjälp, men tsaren vågade inte ingripa på egen hand. Han tog istället kontakt med Storbritannien och föreslog att de gemensamt skulle rädda det osmanska riket. Brittiska marinsoldater besatte Aden på Arabiska halvön. Frankrike däremot tog parti för Egypten. Genom en diplomatisk aktion vid sidan av de övriga stormakterna försökte Frankrikes konseljpresident Adolphe Thiers pressa Osmanska riket att ge efter för Egypten. Istället för att detta hände möttes Storbritannien, Ryssland, Österrike och Preussen i London och beslutade den 15 juli 1840 att förelägga Muhammed Ali ett ultimatum med krav på omedelbar evakuering av Syrien, Kreta och Habesh eyalet på Arabiska halvön. Då Muhammed Ali avvisade detta i förlitan på fransk hjälp bombarderade den brittiska medelhavsflottan under amiral sir Robert Stopford Ibrahim Pashas syriska högkvarter i Beirut. Den 10 oktober 1840 intog österrikiska och brittiska landstigningsstyrkor staden. I november dök Royal Navy upp utanför Alexandria, och då gav Muhammed Ali spelet förlorat. 
I februari månad 1841 slöt sultanen och Muhammed Ali definitiv fred. Egypten återlämnade alla sina erövringar och Muhammed Ali blev i gengäld utnämnd till egyptisk vasallfurste med ärftlig värdighet. Den 13 juli undertecknade Osmanska riket Dardanelltraktaten med fem europeiska stormakter om Dardanellernas internationella status. Man bestämde att Dardanellerna skulle vara stångd för alla krigsfartyg förutom de från Osmanska riket. I Ryssland var man missnöjda med Dardanelltraktaten.

## Nervkrig i Europa
Eftersom fransmännen kände sig åsidosatta i det diplomatiska spelet råkade landet i krigsstämning. Thiers mobiliserade och den franska revolutionens gamla slagord om "Rhen" och "de naturliga gränserna" ljöd igen. Storbritanniens utrikesminister lord Palmerston lät sig inte skrämmas. Men i och med att stormakterna skred till verket med militära maktmedel slog fransmännen till reträtt. Frankrikes borgerskap vågade trots allt inte ge sig på en europeisk storkonflikt. Den 21 oktober 1840 avkedade Ludvig Filip Thiers. 
Nervkriget hade i Tyskland framkallat en våldsam antifransk stämning, där den tog sig uttryck i nya politiska sånger som "Die Wacht am Rhein" och "Deutschland, Deutschland über alles".

## Bilder

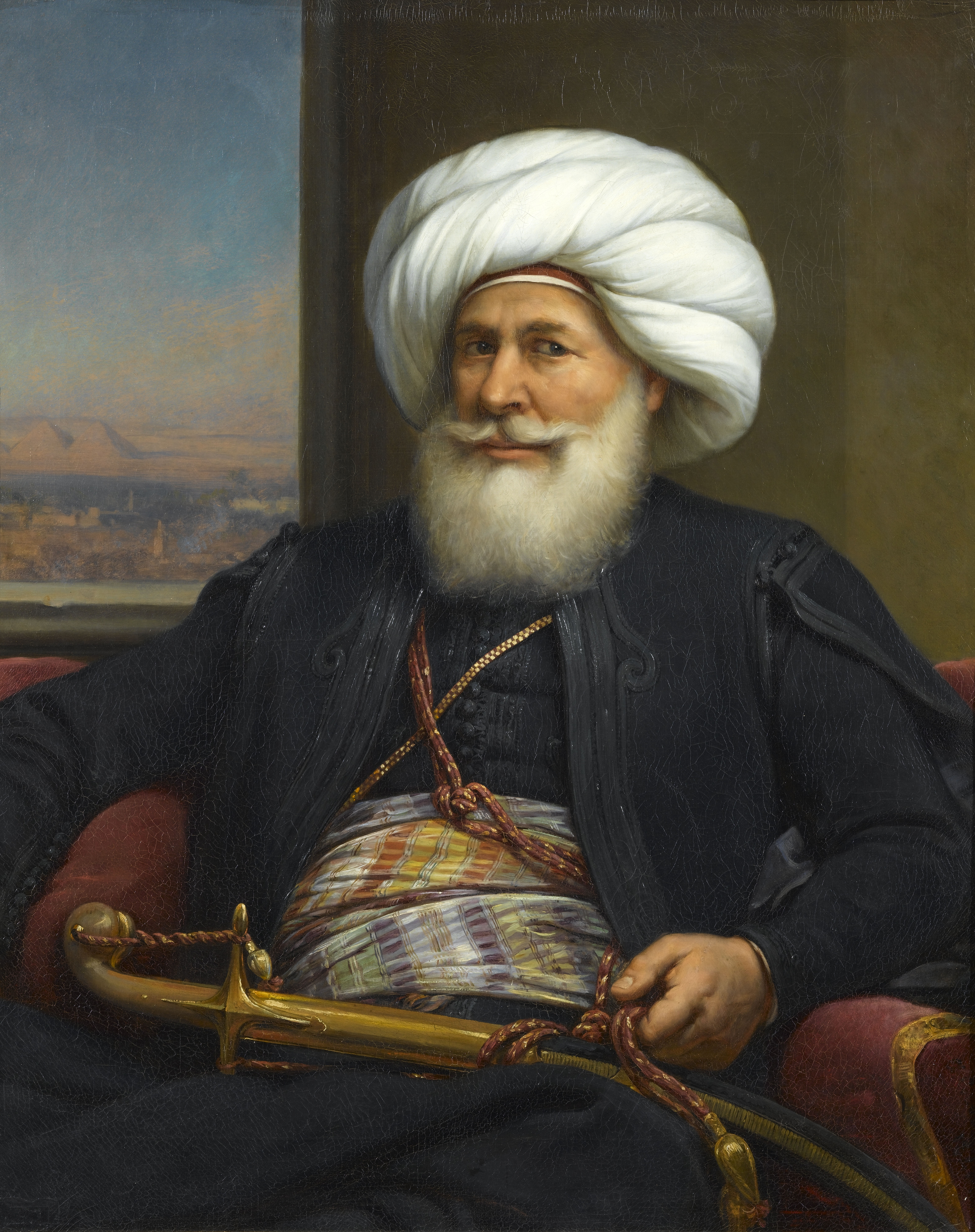
Muhammed Ali
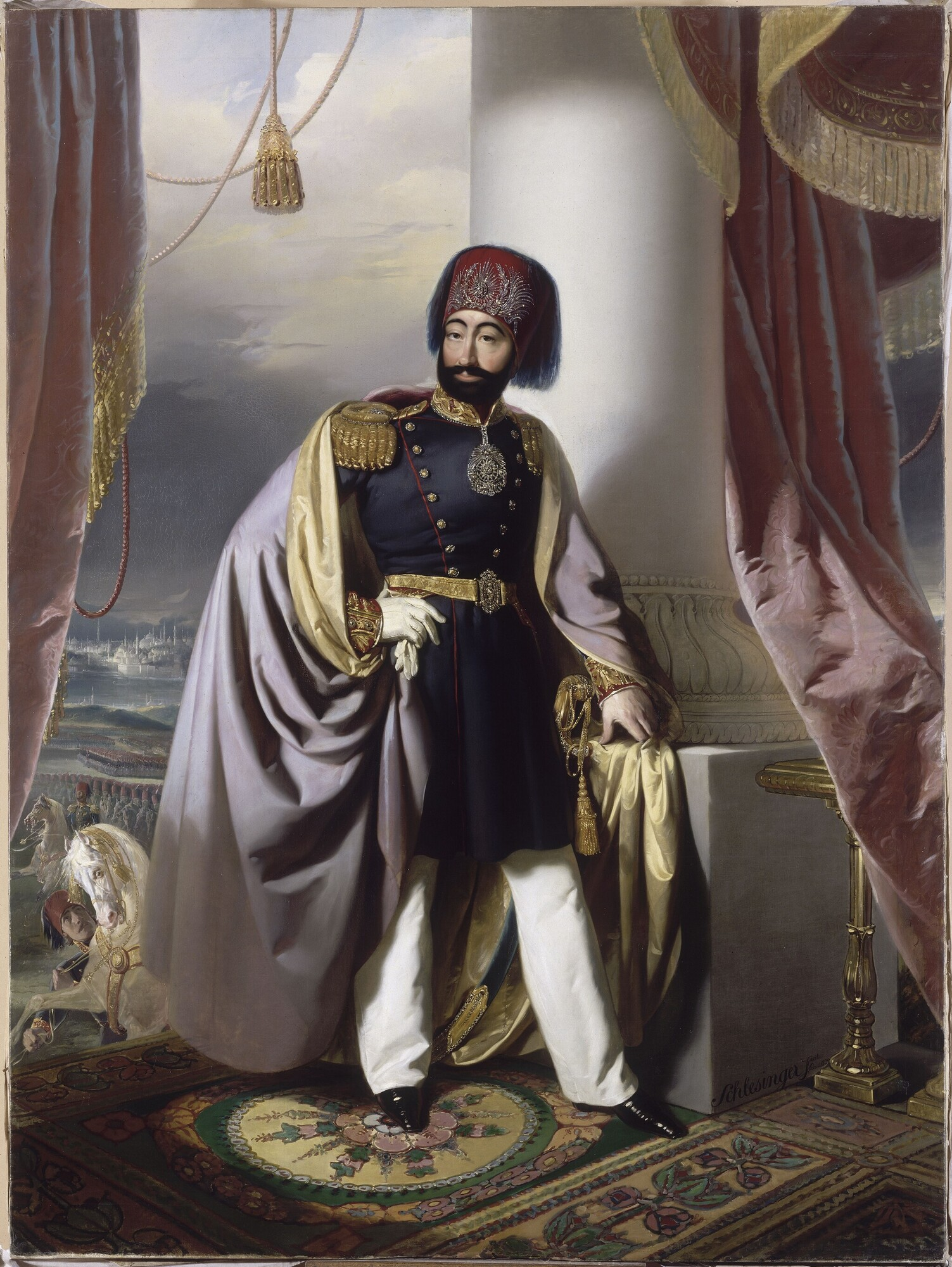
Mahmud II
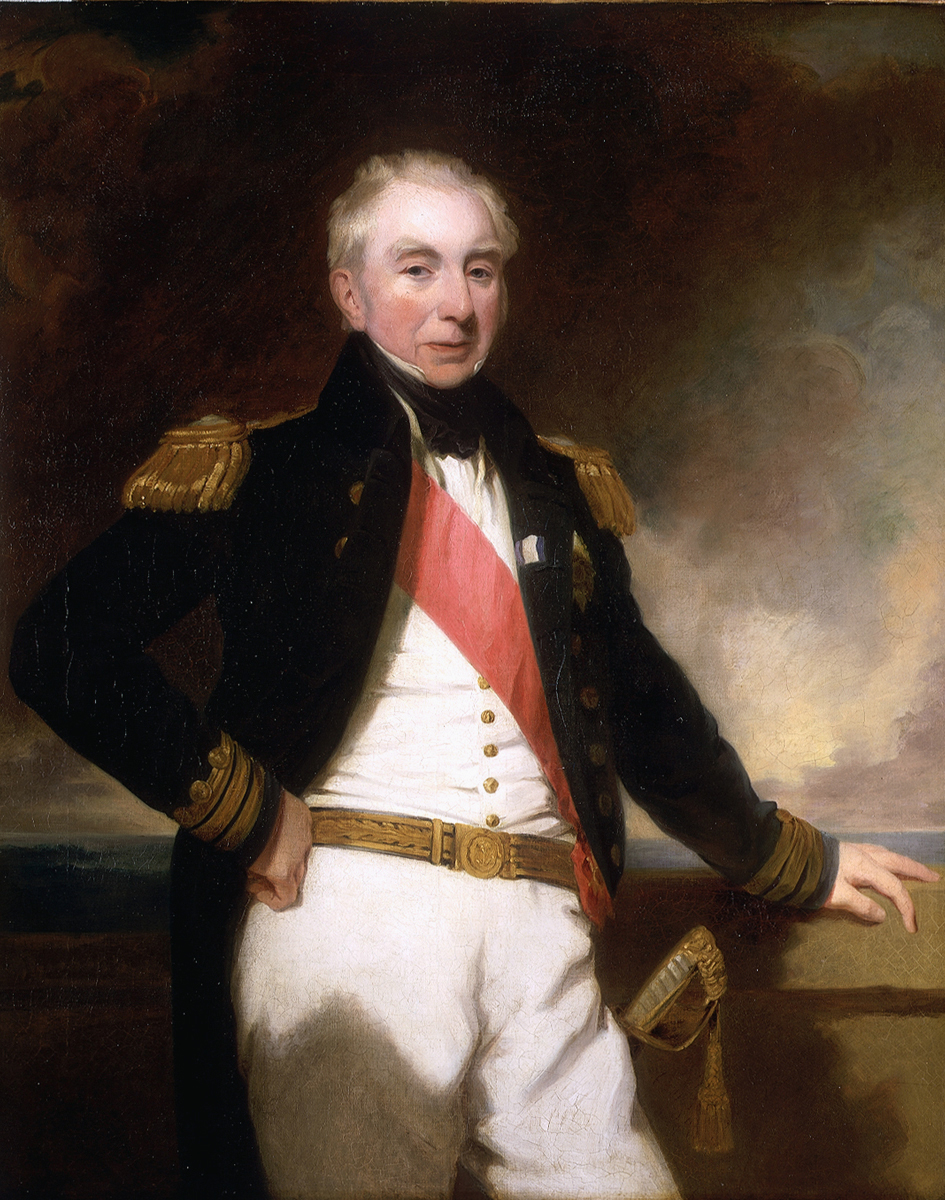
Sir Robert Stopford
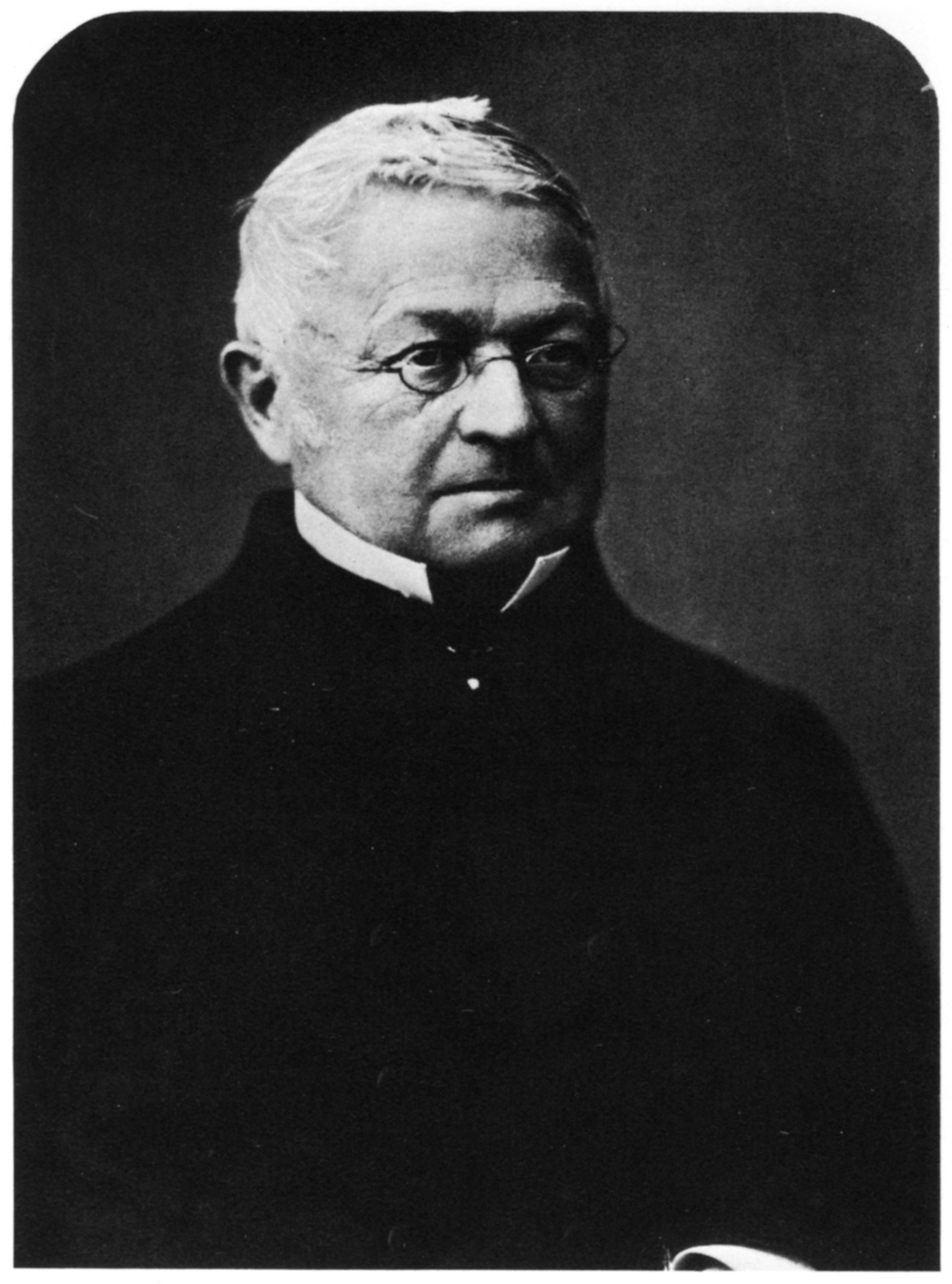
Adolphe Thiers